# Folosirea armelor
Folosirea armelor (în engleză Use of Weapons) este un roman științifico-fantastic din 1990 scris de Iain Banks. A apărut la editura Orbit. Este al treilea roman din seria sa Culture (Cultura).
Tema principală a romanelor din seria Cultura o reprezintă dilemele cu care se confruntă o hiperputere idealistă în tratarea civilizațiilor care nu-i împărtășesc idealurile și al căror comportament îl găsește uneori respingător. În unele dintre povești, acțiunea se desfășoară în principal în medii din afara Culturii, iar personajele de frunte sunt adesea la marginea (sau non-membri ai) Culturii, uneori acționând ca agenți ai Culturii (cunoscând și/sau neștiind) planurile sale a civiliza galaxia.

## Prezentare generală
Narațiunea ia forma unei biografii a unui bărbat numit Cheradenine Zakalwe, care s-a născut în afara Culturii, dar a fost recrutat de către agentul de la Circumstanțe Speciale, Diziet Sma, pentru a lucra ca un operator care intervine în civilizații mai puțin avansate. Romanul povestește câteva dintre aceste intervenții și încercările lui Zakalwe de a se înțelege cu propriul trecut.

## Traducere
În limba română a fost tradus de Gabriel Stoian și a fost publicat de către Editura Nemira în Colecția Nautilus în aprilie 2017.

## Legături externe
- en  Istoria publicării lucrării Folosirea armelor la Internet Speculative Fiction Database
- Use of Weapons Review, Review Date: 05 March 1997, SFF.net
- The Guardian|Week Three: The author describes the long gestation of his best SF novel

## Vezi și
- 1990 în științifico-fantastic